# Ralpharia neira
Ralpharia neira är en nässeldjursart som beskrevs av Petersen 1990. Ralpharia neira ingår i släktet Ralpharia och familjen Tubulariidae. Inga underarter finns listade i Catalogue of Life.